# Fuente del Estanque (Soria)
La Fuente del Estanque, también conocida como Fuente del Abrevadero de la Dehesa, fue una fuente ornamental que se encontraba en la ciudad española de Soria, en la Alameda de Cervantes. 

## Historia
El origen de la fuente se encuentra en el antiguo abrevadero o pilón para animales que se encontraba junto a la fuente de la Dehesa, reformada en 1908 y conocida como Fuente de los Tres Caños. El pequeño estanque ya aparece en el plano de Coello de 1860, y con mayor precisión en el catastral de 1868. Dicho elemento hay que suponerlo tan antiguo como el propio uso de la Alameda de Cervantes, nacida como dehesa boyal de pasto, uso que se mantendría en parte hasta el primer tercio del siglo XX. El abrevadero y la fuente se situaban, como ahora, al final del paseo y jardines de la zona baja de la Dehesa. Estos jardines que están ordenados sobre la base de una serie de parterres y ejes, fueron reformados en los años 40 del siglo XX y son herederos de la disposición que tenía el jardín en el siglo XIX según se puede observar en los mencionados planos.
Cumplida su función y tras la conversión completa de la dehesa en parque, el abrevadero se transformó en fuente ornamental con un surtidor central que alcanzaba unos dos metros de altura. Todo el espacio fue rehabilitado en los años 80 del siglo XX sustituyéndose por una nueva fuente, la Fuente de la Dama adaptada a la exedra en cuyo frente se localiza la Fuente de los Tres Caños. Esta nueva fuente fue suprimida en 2016.

## Descripción
La Fuente del Estanque, muy sencilla, estaba formada por un vaso con pretil mixtilíneo de arenisca con un surtidor vertical colocado en el centro y que se elevaba unos dos metros. La fuente, aunque de menores dimensiones, seguía un esquema y disposición similar a la Fuente de Isabel II de Madrid, localiza actualmente frente al Palacio de Vargas en la Casa de Campo.